# Гатчинсон (Канзас)
Гатчинсон (англ. Hutchinson) — місто (англ. city) в США, в окрузі Ріно штату Канзас. Населення — 40 006 осіб (2020).

## Географія
Гатчинсон розташований за координатами 38°4′5″ пн. ш. 97°54′43″ зх. д. / 38.06806° пн. ш. 97.91194° зх. д. (38.068123, -97.911944). За даними Бюро перепису населення США в 2010 році місто мало площу 58,92 км², з яких 58,77 км² — суходіл та 0,15 км² — водойми. В 2017 році площа становила 63,80 км², з яких 63,64 км² — суходіл та 0,15 км² — водойми.

### Клімат
| Клімат : Гатчинсон      | Клімат : Гатчинсон | Клімат : Гатчинсон | Клімат : Гатчинсон | Клімат : Гатчинсон | Клімат : Гатчинсон | Клімат : Гатчинсон | Клімат : Гатчинсон | Клімат : Гатчинсон | Клімат : Гатчинсон | Клімат : Гатчинсон | Клімат : Гатчинсон | Клімат : Гатчинсон | Клімат : Гатчинсон |
| Показник                | Січ.               | Лют.               | Бер.               | Квіт.              | Трав.              | Черв.              | Лип.               | Серп.              | Вер.               | Жовт.              | Лист.              | Груд.              | Рік                |
| Абсолютний максимум, °C | 26,1               | 28,9               | 31,7               | 36,7               | 38,9               | 43,3               | 43,3               | 43,9               | 42,2               | 35,0               | 31,1               | 24,4               | 44,4               |
| Середній максимум, °C   | 6,1                | 8,9                | 14,4               | 20,0               | 25,0               | 30,6               | 33,3               | 32,8               | 28,3               | 21,1               | 13,3               | 6,7                | 20,1               |
| Середня температура, °C | −0,6               | 2,2                | 7,8                | 12,8               | 18,9               | 23,9               | 26,7               | 26,1               | 21,1               | 13,9               | 6,7                | 0,6                | 13,4               |
| Середній мінімум, °C    | −6,7               | −4,4               | 0,6                | 5,6                | 12,2               | 17,2               | 20,0               | 18,9               | 13,9               | 6,7                | 0,0                | −5,6               | 6,6                |
| Абсолютний мінімум, °C  | −26,7              | −28,3              | −21,1              | −8,9               | −2,2               | 5,6                | 7,8                | 7,8                | −1,7               | −11,1              | −17,2              | −27,8              | −28,3              |
| Норма опадів, мм        | 18                 | 27                 | 69                 | 72                 | 111                | 101                | 94                 | 75                 | 77                 | 62                 | 40                 | 25                 | 771                |
| ----------------------- | ------------------ | ------------------ | ------------------ | ------------------ | ------------------ | ------------------ | ------------------ | ------------------ | ------------------ | ------------------ | ------------------ | ------------------ | ------------------ |
| Джерело: Weatherbase    |                    |                    |                    |                    |                    |                    |                    |                    |                    |                    |                    |                    |                    |

## Демографія
Згідно з переписом 2010 року, у місті мешкало 42 080 осіб у 16 981 домогосподарстві у складі 10 352 родин. Густота населення становила 714 особи/км². Було 18580 помешкань (315/км²).
Расовий склад населення:
| - 87,9 % — білих - 4,3 % — чорних або афроамериканців - 0,7 % — корінних американців - 0,6 % — азіатів - 3,4 % — осіб інших рас |

До двох чи більше рас належало 3,2 %. Частка іспаномовних становила 10,6 % від усіх жителів.
За віковим діапазоном населення розподілялося таким чином: 23,1 % — особи молодші 18 років, 60,3 % — особи у віці 18—64 років, 16,6 % — особи у віці 65 років та старші. Медіана віку мешканця становила 37,8 року. На 100 осіб жіночої статі у місті припадало 101,2 чоловіків; на 100 жінок у віці від 18 років та старших — 100,8 чоловіків також старших 18 років.
Середній дохід на одне домашнє господарство становив 54 406 доларів США (медіана — 42 350), а середній дохід на одну сім'ю — 65 441 долар (медіана — 56 573). Медіана доходів становила 40 762 долари для чоловіків та 28 410 доларів для жінок. За межею бідності перебувало 13,9 % осіб, у тому числі 17,1 % дітей у віці до 18 років та 9,0 % осіб у віці 65 років та старших.
Цивільне працевлаштоване населення становило 18 963 особи. Основні галузі зайнятості: освіта, охорона здоров'я та соціальна допомога — 26,5 %, роздрібна торгівля — 13,8 %, виробництво — 13,4 %.

## Уродженці
- Річард Торп (1896—1991) — американський кінорежисер, сценарист і актор
- Рік Брайт (* 1966) — американський імунолог та чиновник системи охорони здоров'я.